# كوت شنوف (مينوبار)
كوت شنوف (بالفارسية: کوت شنوف، اروندکنار) هي قرية تقع في إيران في قسم مينوبار الريفي. يقدر عدد سكانها بـ 1,425 نسمة .